# Trigon (comics)
Pour les articles homonymes, voir Trigon.
Trigon est un super-vilain de DC Comics, présent notamment dans la série Les Jeunes Titans. Il s'agit d'un puissant démon, père de Raven et ennemi des Titans.

## Histoire
Démon puissant, sadique et cruel aux origines interdimensionnelles, Trigon est le résultat de l'union d'une femme appartenant à une secte mystique avec le dieu qu'ils vénéraient. Comme effet secondaires de cette union, l'enfant fut rempli des mauvaises énergies des habitants d'Azarath, qui le formèrent comme leur personnification. Dès sa naissance, Trigon tua tous ceux qui se trouvaient autour de lui, y compris sa propre mère. À l'âge de six ans, il détruisit une planète entière. Et, à trente ans, il possédait déjà un nombre impressionnant de mondes dans sa dimension.
Après cela, il tenta de s'en prendre à la Terre. À cette fin, il prit l'apparence d'un homme et séduisit l'humaine Angela Roth (plus tard rebaptisée Arella), qu'il abandonna une fois qu'elle fut enceinte. Sur le point de se suicider, Arella fut transportée à Azarath, où sa fille, Raven, apprit à contrôler ses émotions et ses pouvoirs démoniaques.
Plus tard, Raven apprit les intentions de Trigon de conquérir la Terre, et jura de le stopper. Elle le précéda sur la planète et reforma l'équipe des Teen Titans, qui parvint à le vaincre, et l'enferma dans une prison interdimensionnelle.
Malheureusement, comme il n'était pas détruit, il put continuer à influencer Raven, qui était désormais forcée de lutter contre son influence en permanence. Plusieurs fois, elle perdit même le contrôle de ses émotions, ce qui lui permit d'en profiter...
Plus tard, il s'échappa de sa prison et prit le contrôle de Raven, dont il se servit pour détruire Azarath. Les Teen Titans durent tuer Raven pour que les habitants d'Azarath puissent la posséder et vaincre Trigon. Il est maintenant considéré comme décédé (alors que Raven est revenue vivante par la suite).
Trigon est évoqué un peu plus tard, lorsque l'on apprend que l'Église du Sang, dirigée par Brother Blood, est constituée de ses adorateurs. Ceux-ci tentent de le ressusciter à plusieurs reprises au cours de la série, en vain.
Il est révélé plus tard dans la série que Trigon a finalement réussi à revenir. La raison de son retour est inconnue, mais on apprend aussi que d'autres rivaux démons dans sa dimension ont profité de sa mort pour lui prendre des territoires, le laissant affaibli et le forçant à lancer de nouvelles tentatives de venir sur Terre afin de rétablir sa puissance. Enfin, il est révélé qu'il a eu, en dehors de Raven, trois autres enfants, dotés eux aussi de pouvoirs démoniaques. Ces trois-là possédaient chacun la faculté de renforcer l'un des sept péchés capitaux chez les autres. Ils tentèrent d'ouvrir un portail pour permettre à Trigon de revenir sur Terre, mais Raven usa de ses propres pouvoirs pour mettre en eux l'avarice, les amenant à prendre l'énergie à leur père et à partir, laissant Trigon affaibli et toujours prisonnier dans sa dimension.

## Pouvoirs
Trigon est le mal incarné, et l'un des démons les plus puissants qui soit. Il a montré des facultés telles que la projection d'énergie, changement de taille, force surhumaine, manipulation de la réalité, télékinésie, changement de la matière, et quasi-invulnérabilité. Il s'est montré capable de reformer la planète entière selon ses caprices, était apparemment omniscient et possédait des pouvoirs sur la vie et la mort. À lui seul, il a été capable de vaincre simultanément les Teen Titans et la Ligue de justice d'Amérique avec une facilité incroyable. On sait aussi qu'il a drainé les âmes de millions de mondes et accordé de puissants pouvoirs psychiques au super-vilain Psimon. Il a également pris une apparence humaine pour séduire Arella, la mère de Raven, suggérant qu'il possède des pouvoirs de métamorphe.

## Apparitions dans d'autres médias

### Séries d'animation

#### Teen Titans: Les Jeunes Titans
Trigon apparaît dans la série Teen Titans : Les Jeunes Titans, où il est l'un des principaux antagonistes. Dans cette version, il apparaît comme un gigantesque démon rouge humanoïde, avec des sabots , des cheveux blancs, des bois de cerf et quatre yeux rouges. Le signe quasi-inévitable de sa présence est l'apparition de ses deux paires d'yeux rouges, généralement sur le visage des monstres qu'il envoie, mais il semblerait que, par extension, ce soit la représentation de la partie maléfique des pouvoirs même de Raven (dans la Peur au ventre, une bonne partie des monstres apparus ont quatre yeux rouges). Raven le décrit comme « L'incarnation du mal, la source de toutes les ténèbres ». Il est aussi connu sous le nom de Skath, et est célèbre dans tout l'univers, jusque sur Tamaran, la planète de Starfire.
Trigon apparaît indirectement dès la saison 1 dans l'épisode Plus Jamais. À la suite d'un combat contre le Dr. Light, où Raven devient brusquement une version maléfique d'elle-même et manque de tuer son adversaire, les autres Titans s'inquiètent pour elle. En fouillant dans sa chambre, Cyborg et Changelin trouvent un miroir qui les envoie dans l'esprit de Raven, où cohabitent différentes Raven, chacune étant une facette de la personnalité de l'originale. Lorsque cette dernière vient pour les sortir d'affaire, il est révélé que sa crise contre Light avait été causé par la résurgence de la plus sinistre facette de sa personnalité, la Rage. Cet aspect apparaît alors sous l'aspect d'un géant physiquement identique à Trigon, qui attaque les trois Titans. Ce géant est vaincu lorsque toutes les Raven fusionnent en une seule pour lui faire face, et reprend sa forme originelle (celle d'une Raven rouge à quatre yeux) avant de disparaître.
Un événement similaire au combat contre Light se produit dans Choc en retour, 1re Partie, lorsque Terra provoque Raven. Cette dernière se transforme alors une nouvelle fois en sa version maléfique, et manque de tuer Terra, mais elle est finalement vaincue, et reprend le contrôle d'elle-même au moment où Terra la bat et la laisse pour morte. Malgré ce bref passage, Trigon n'apparaît pas dans l'épisode.
Trigon apparaît enfin en personne dans la saison 4, où il est l'antagoniste majeur, ainsi que le plus puissant méchant de la série tout entière. Il ressuscite dans Malédiction le vieil ennemi des Teen Titans, Deathstroke, et lui confère de puissants pouvoirs, mais le laisse à l'état de squelette en armure, lui promettant de lui rendre complètement son corps s'il se bat à son service. Acceptant, Deathstroke attaque les Titans et place sur Raven des marques destinées à ouvrir le Portail qui se trouve en elle pour permettre à Trigon de venir sur Terre. Raven finit par révéler cela aux autres Titans dans La Prophétie, et leur confesse également que Trigon est son père.
Plus tard, dans La Fin du Monde, Trigon envoie Deathstroke et une armée de démons prendre Raven pour effectuer la Prophétie. Malgré un déploiement considérable de moyens de la part des Titans pour défendre Raven, l'armée démoniaque s'avère implacable, et Raven se rend finalement d'elle-même pour épargner ses amis et effectue le rituel, permettant à Trigon de venir sur Terre. Le monde est alors ravagé, et tous ses habitants, excepté Deathstroke et les Titans, changés en pierre. Lorsque Deathstroke réclame sa récompense, Trigon refuse et lui retire les pouvoirs qu'il lui avait conférés.
Après cela, les Titans affrontent Trigon, qui s'est installé sur Terre en prenant les ruines de la Tour Titan pour trône. Cette première confrontation leur est un cuisant échec. Par la suite, Robin, accompagné de Deathstroke, part à la recherche de Raven, tandis que Changelin, Starfire et Cyborg retiennent tant bien que mal l'attention de Trigon. Ce dernier, apparemment amusé, utilise leurs mauvais côtés pour créer des doubles maléfiques d'eux et les obliger ainsi à se battre contre eux-mêmes. Il révèle aussi qu'il connaissait le plan des Titans depuis le début, mais ne le prenait pas au sérieux, considérant sa victoire comme acquise.
Les Titans échangent finalement leurs adversaires, ayant compris qu'ils ne peuvent triompher d'eux-mêmes : Starfire combat le mauvais Cyborg, Changelin la mauvaise Starfire et Cyborg le mauvais Changelin, et Robin revient avec une Raven rajeunie et sans pouvoir. Lors de la bataille finale contre Trigon, le démon affronte simultanément Robin, Changelin, Cyborg, Starfire et Deathstroke. Bien qu'il les vainc rapidement, les coups portés par Deathstroke et les Titans redonnent de l'espoir et de la volonté à Raven, qui reprend son âge normal et ses pouvoirs et parvient à vaincre Trigon, le reniant en tant que père. La destruction de Trigon ramène la Terre à son état normal.

#### Teen Titans GO!
Dans cette série, Trigon est un antagoniste récurrent.
Tout comme dans les comics, il est le père de Raven et un démon inter-dimensionnel, cependant contrairement aux comics, il aime profondément sa fille et souhaiterait qu'elle le rejoigne pour réduire la Terre en esclavage, sous prétexte de vouloir passer du temps avec elle.
Dans sa première apparition, il utilise ses pouvoirs pour gagner la sympathie des autres Titans et convaincre Raven de laisser sa part démoniaque l'envahir. Son plan semble fonctionner, mais Raven parvient à le tromper et est de nouveau enfermé dans sa dimension. Malgré cette défaite, il revient régulièrement toujours dans l'objectif de faire revenir sa fille auprès de lui.
Il est également l'antagoniste principal du film Teen Titans Go! vs. Teen Titans, où il s'est allié avec le Trigon de la série Teen Titans pour conquérir le multivers.

### Série live

#### Titans
Le personnage apparaît dans la série en prise de vues réelles Titans diffusée dès 2018. Il est interprété par Seamus Dever.